# Burg Affnang
Die abgekommene Burg Affnang ist eine abgegangene Wasserburg in der Gemeinde Gaspoltshofen im Bezirk Grieskirchen von Oberösterreich bei der Filialkirch Hl. Jakob (Affnang Nr. 1).

## Geschichte
Der Sitz war eine hölzerne Wasserburg des seit dem 12. Jahrhundert beurkundeten Freisinger Ministerialengeschlechts der Affnanger. Von diesen ist 1204 ein Meinhardus de affenanc bekannt; ein zweiter und zugleich letzter Affnanger ist der Heinrich von Affnang, der 1210 in einer Schenkungsurkunde der Witwe Heilwich von Wolfsegg als Zeuge genannt ist. 1379 kam die Burg in den Besitz der Starhemberger. Damals scheint Affnang nur mehr als Hof zu affenanch und nicht mehr als Edelsitz auf. 1395 tritt jedoch Hans der Asenhaimer als herzoglicher Lehensinhaber von Affnang auf. Von diesen dürfte der Sitz dann an die Oberheimer von Schloss Gröming gekommen sein. Auch 1459 heißt es noch, das „Colman Oberhaimer vnd Mathes sein brueder habent zu Lehen den Sicz zu Nidern Affnang“. 1489 scheint Hans Oberheimer von Parz als Lehensinhaber auf. Danach scheint der Besitz auf verschiedene Grundherrschaften aufgeteilt worden zu sein. In einem Anschlag aus dem 17. Jahrhundert ist nur mehr von „ain altes Burkhstall“ die Rede, der damals noch von einem Teich umgeben war.

## Burg Affnang heute
Die ehemalige Niederungsanlage ist gänzlich eingeebnet. Sie befand sich nach lokaler Überlieferung
unterhalb der Filialkirche Hl. Jakob. An der Lagestelle der Kirche ist möglicherweise der ursprüngliche Sitz anzunehmen.